# Liga Europa da UEFA de 2016–17 – Fase Final
A Fase Final da Liga Europa da UEFA de 2016–17 será disputada entre 16 de fevereiro de 2017 e 24 de maio de 2017, dia da final que será disputada no Friends Arena, Solna na Suécia. Um total de 32 equipes participam nesta fase.

## Calendário
Todos os sorteios são realizados na sede da UEFA em Nyon, Suíça.
| Fase       | Rodada           | Data do sorteio         | Partida de ida                             | Partida de volta                           |
| ---------- | ---------------- | ----------------------- | ------------------------------------------ | ------------------------------------------ |
| Fase final | Dezesseis-avos   | 12 de dezembro de 2016  | 16 de fevereiro de 2017                    | 23 de fevereiro de 2017                    |
| Fase final | Oitavas de final | 24 de fevereiro de 2017 | 9 de março de 2017                         | 16 de março de 2017                        |
| Fase final | Quartas de final | 17 de março de 2017     | 13 de abril de 2017                        | 20 de abril de 2017                        |
| Fase final | Semifinais       | 21 de abril de 2017     | 14 de Maio de 2017                         | 11 de Maio de 2017                         |
| Fase final | Final            | 21 de abril de 2017     | 24 de maio de 2017 no Friends Arena, Solna | 24 de maio de 2017 no Friends Arena, Solna |

## Equipes classificadas

#### Fase de grupos da Liga Europa
| Grupo | Vencedores       | Vices              |
| ----- | ---------------- | ------------------ |
| A     | Fenerbahçe       | Manchester United  |
| B     | APOEL            | Olympiacos         |
| C     | Saint-Étienne    | Anderlecht         |
| D     | Zenit            | AZ Alkmaar         |
| E     | Roma             | Astra Giurgiu      |
| F     | Genk             | Athletic Bilbao    |
| G     | Ajax             | Celta de Vigo      |
| H     | Shakhtar Donetsk | Gent               |
| I     | Schalke 04       | Krasnodar          |
| J     | Fiorentina       | PAOK               |
| K     | Sparta Praga     | Hapoel Be'er Sheva |
| L     | Osmanlıspor      | Villarreal         |

#### Fase de grupos da Liga dos Campeões
| Grupo | Equipa                   | Pts | J | V | E | D | GM | GS | DG  |
| ----- | ------------------------ | --- | - | - | - | - | -- | -- | --- |
| G     | København                | 9   | 6 | 2 | 3 | 1 | 7  | 2  | +5  |
| H     | Lyon                     | 8   | 6 | 2 | 2 | 2 | 5  | 3  | +2  |
| E     | Tottenham                | 7   | 6 | 2 | 1 | 3 | 6  | 6  | 0   |
| B     | Beşiktaş                 | 7   | 6 | 1 | 4 | 1 | 9  | 14 | –5  |
| D     | Rostov                   | 5   | 6 | 1 | 2 | 3 | 6  | 12 | –6  |
| C     | Borussia Mönchengladbach | 5   | 6 | 1 | 2 | 3 | 5  | 12 | –7  |
| F     | Légia Varsóvia           | 4   | 6 | 1 | 1 | 4 | 9  | 24 | –15 |
| A     | Ludogorets Razgrad       | 3   | 6 | 0 | 3 | 3 | 6  | 15 | –9  |

## Fase de 16-avos
O sorteio ocorreu em 12 de dezembro de 2016. As partidas de ida foram realizadas no dia 16 de fevereiro e as partidas de volta serão realizadas em 23 de Fevereiro de 2017.
| Equipe 1                 | Total    | Equipe 2         | 1.º jogo | 2.º jogo |
| ------------------------ | -------- | ---------------- | -------- | -------- |
| Athletic Bilbao          | 3–4      | APOEL            | 3–2      | 0–2      |
| Légia Varsóvia           | 0–1      | Ajax             | 0–0      | 0–1      |
| Anderlecht               | 3–3 (gf) | Zenit            | 2–0      | 1–3      |
| Astra Giurgiu            | 2–3      | Genk             | 2–2      | 0–1      |
| Manchester United        | 4–0      | Saint-Étienne    | 3–0      | 1–0      |
| Villarreal               | 1–4      | Roma             | 0–4      | 1–0      |
| Ludogorets Razgrad       | 1–2      | København        | 1–2      | 0–0      |
| Celta de Vigo            | 2–1      | Shakhtar Donetsk | 0–1      | 2–0      |
| Olympiacos               | 3–0      | Osmanlıspor      | 0–0      | 3–0      |
| Gent                     | 3–2      | Tottenham        | 1–0      | 2–2      |
| Rostov                   | 5–1      | Sparta Praga     | 4–0      | 1–1      |
| Krasnodar                | 2–1      | Fenerbahçe       | 1–0      | 1–1      |
| Borussia Mönchengladbach | 4–3      | Fiorentina       | 0–1      | 4–2      |
| AZ Alkmaar               | 2–11     | Lyon             | 1–4      | 1–7      |
| Hapoel Be'er Sheva       | 2–5      | Beşiktaş         | 1–3      | 1–2      |
| PAOK                     | 1–4      | Schalke 04       | 0–3      | 1–1      |

### Partidas de ida
| 16 de fevereiro de 2017 | Athletic Bilbao | 3 – 2     | APOEL | San Mamés, Bilbao                           |
| 21:05                   |                 | Relatório |       | Público: 32,675 Árbitro: SWE Jonas Eriksson |

| Ath. Bilbao | APOEL |

| 16 de fevereiro de 2017 | Légia Varsóvia | 0 – 0     | Ajax | Polish Army Stadium, Varsóvia                         |
| 21:05                   |                | Relatório |      | Público: 28 742 Árbitro: ESP David Fernández Borbalán |

| Légia V. | Ajax |

| 16 de fevereiro de 2017 | Anderlecht        | 2 – 0     | Zenit | Estádio Constant Vanden Stock, Anderlecht   |
| 21:05                   | Acheampong 5' 31' | Relatório |       | Público: 13 415 Árbitro: ENG Michael Oliver |

| Anderlecht | Zenit |

| 16 de fevereiro de 2017 | Astra Giurgiu                   | 2 – 2     | Genk                        | Stadio Marin Anastasovici, Giurgiu            |
| 19:00                   | Budescu 43' · Takayuki Seto 90' | Relatório | Castagne 25' · Trossard 83' | Público: 3 775 Árbitro: NOR Svein Oddvar Moen |

| Astra Giurgiu | Genk |

| 16 de fevereiro de 2017 | Manchester United               | 3 – 0     | Saint-Étienne | Old Trafford, Manchester                    |
| 21:05                   | Ibrahimović 15', 75', 88' (pen) | Relatório |               | Público: 67 192 Árbitro: CZE Pavel Královec |

| Manchester U. | Saint-Etienne |

| 16 de fevereiro de 2017 | Villarreal | 0 – 4     | Roma                                     | El Madrigal, Villarreal                     |
| 21:05                   |            | Relatório | Emerson Palmieri 32' · Džeko 65' 79' 86' | Público: 17 960 Árbitro: NED Danny Makkelie |

| Villareal | Roma |

| 16 de fevereiro de 2017 | Ludogorets Razgrad | 1 – 2     | København                    | Estadio Nacional Vasil Levski, Sofía    |
| 19:00                   | Keseru 81'         | Relatório | Anicet Abel 2' · Toutouh 53' | Público: 14 500 Árbitro: CRO Ivan Bebek |

| Ludvvogorets | Copenhague |

| 16 de fevereiro de 2017 | Celta de Vigo | 0 – 1     | Shakhtar Donetsk | Balaídos, Vigo                                 |
| 19:00                   |               | Relatório | Blanco 26'       | Público: 18 318 Árbitro: LTU Gediminas Mažeika |

| Celta de Vigo | Shaktar |

| 16 de fevereiro de 2017 | Olympiacos | 0 – 0     | Osmanlıspor | Estádio Karaiskákis, Pireu                |
| 19:00                   |            | Relatório |             | Público: 24 478 Árbitro: FRA Ruddy Buquet |

| Olympiacos | Osmanlıspor |

| 16 de fevereiro de 2017 | Gent       | 1 – 0     | Tottenham | Ghelamco Arena, Gent                        |
| 19:00                   | Perbet 59' | Relatório |           | Público: 19 267 Árbitro: FRA Benoît Bastien |

| Gent | Tottenham |

| 16 de fevereiro de 2017 | Rostov                                          | 4 – 0     | Sparta Praga | Olimp - 2, Rostov                       |
| 19:00                   | Mevlja 15' · Poloz 38' · Noboa 40' · Azmoun 68' | Relatório |              | Público: 6 160 Árbitro: NED Bas Nijhuis |

| Rostov | Sparta Praga |

| 16 de fevereiro de 2017 | Krasnodar   | 1 – 0     | Fenerbahçe | Estádio Krasnodar, Krasnodar               |
| 17:00                   | Claesson 4' | Relatório |            | Público: 32 460 Árbitro: SLO Ivan Kružliak |

| Krasnodar | Fenerbahçe |

| 16 de fevereiro de 2017 | Borussia Mönchengladbach | 0 – 1     | Fiorentina       | Borussia-Park, Mönchengladbach                 |
| 19:00                   |                          | Relatório | Bernardeschi 44' | Público: 41 863 Árbitro: ESP Jesús Gil Manzano |

| Borussia M. | Fiorentina |

| 16 de fevereiro de 2017 | AZ Alkmaar            | 1 – 4     | Lyon                                            | AFAS Stadion, Alkmaar                     |
| 19:00                   | Jahanbakhsh 68' (pen) | Relatório | 26' Tousart · 45+2' 57' Lacazette · 90+5' Ferri | Público: 41 863 Árbitro: SCO Bobby Madden |

| AZ Alkmaar | Lyon |

| 16 de fevereiro de 2017 | Hapoel Be'er Sheva | 1 – 3     | Beşiktaş                                  | Turner Stadium, Bersebá                      |
| 21:05                   | Barda 44'          | Relatório | Soares 42' · Tosun 60' · Hutchinson 90+3' | Público: 15 347 Árbitro: ENG Martin Atkinson |

| Hapoel | Besiktas |

| 16 de fevereiro de 2017 | PAOK | 0 – 3     | Schalke 04                                  | Estádio La Tumba, Tesalónica                          |
| 21:05                   |      | Relatório | Burgstaller 27' · Meyer 81' · Huntelaar 89' | Público: 20 904 Árbitro: ESP Javier Estrada Fernández |

| PAOK | Schalke 04 |

### Partidas de volta
| 22 de fevereiro de 2017 | APOEL                               | 2 – 0     | Athletic Bilbao | GSP Stadium, Nicósia                              |
| 19:00                   | Sotiriou 46' · Gianniotas 54' (pen) | Relatório |                 | Público: 15 275 Árbitro: RUS Vladislav Bezborodov |

| APOEL | Ath. Bilbao |

| 22 de fevereiro de 2017 | Ajax          | 1 – 0     | Légia Varsóvia | Amsterdam Arena, Amsterdam                  |
| 19:00                   | Viergever 49' | Relatório |                | Público: 52 285 Árbitro: ENG Anthony Taylor |

| Ajax | Légia V. |

| 23 de fevereiro de 2017 | Zenit                          | 3 – 1     | Anderlecht       | Estádio Petrovsky, São Petersburgo                   |
| 19:00                   | Giuliano 24', 78' · Dzyuba 72' | Relatório | Kiese Thelin 90' | Público: 17 992 Árbitro: GRE Anastasios Sidiropoulos |

| Zenit | Anderlecht |

| 23 de fevereiro de 2017 | Genk        | 1 – 0     | Astra Giurgiu | Luminus Arena, Genk           |
| 21:05                   | Pozuelo 67' | Relatório |               | Árbitro: NED Serdar Gözübüyük |

| Genk | Astra Giurgiu |

| 22 de fevereiro de 2017 | Saint-Étienne | 0 – 1 | Manchester United | Stade Geoffroy-Guichard, Saint-Étienne     |
| 18:00                   |               |       |                   | Público: 41 492 Árbitro: GER Deniz Aytekin |

| Saint-Etienne | Manchester U. |

| 23 de fevereiro de 2017 | Roma | 0 – 1     | Villarreal | Stadio Olimpico, Roma                     |
| 19:00                   |      | Relatório | Borré 15'  | Público: 19 495 Árbitro: GER Felix Zwayer |

| Roma | Villareal |

| 16 de fevereiro de 2017 | København | 0 – 0     | Ludogorets Razgrad | Estádio Parken, Copenhague                    |
| 19:00                   |           | Relatório |                    | Público: 17 064 Árbitro: CZE Miroslav Zelinka |

| Copenhague | Ludvvogorets |

| 23 de fevereiro de 2017 | Shakhtar Donetsk | 0 – 2 (pro) | Celta de Vigo                   | Estádio Metalist, Kharkiv                  |
| 21:05                   |                  | Relatório   | Aspas 90+1' (pen) · Cabral 108' | Público: 33 117 Árbitro: SLO Slavko Vinčić |

| Shaktar | Celta de Vigo |

| 23 de fevereiro de 2017 | Osmanlıspor | 0 – 3     | Olympiacos                            | Osmanlı Stadyumu, Ankara                |
| 17:00                   |             | Relatório | Ansarifard 47', 86' · Elyounoussi 70' | Público: 17 500 Árbitro: HUN István Vad |

| Osmanlıspor | Olympiacos |

| 23 de fevereiro de 2017 | Tottenham                 | 2 – 2     | Gent | Estádio de Wembley, Londres              |
| 21:05                   | Eriksen 10' · Wanyama 61' | Relatório |      | Público: 80,465 Árbitro: PRT Jorge Sousa |

| Tottenham | Gent |

| 23 de fevereiro de 2017 | Sparta Praga  | 1 – 1     | Rostov    | Generali Arena, Praga                      |
| 21:05                   | Karavayev 84' | Relatório | Poloz 13' | Público: 13,413 Árbitro: TUR Hüseyin Göçek |

| Sparta Praga | Rostov |

| 22 de fevereiro de 2017 | Fenerbahçe | 1 – 1     | Krasnodar | Şükrü Saracoğlu Stadium, Istanbul             |
| 18:00                   | Souza 41'  | Relatório | Smolov 7' | Público: 21,788 Árbitro: POL Paweł Raczkowski |

| Fenerbahçe | Krasnodar |

| 23 de fevereiro de 2017 | Fiorentina               | 2 – 4     | Borussia Mönchengladbach                     | Stadio Artemio Franchi, Florença               |
| 21:05                   | Kalinić 16' · Valero 29' | Relatório | Stindl 44' (pen), 47', 55' · Christensen 60' | Público: 24,712 Árbitro: PRT Artur Soares Dias |

| Fiorentina | Borussia M. |

| 23 de fevereiro de 2017 | Lyon                                                                    | 7 – 1     | AZ Alkmaar | Parc Olympique Lyonnais, Décines-Charpieu     |
| 21:05                   | Fekir 5', 27', 78' · Cornet 17' · Darder 34' · Aouar 87' · Diakhaby 89' | Relatório | Garcia 26' | Público: 25,743 Árbitro: BLR Aleksei Kulbakov |

| Lyon | AZ Alkmaar |

| 22 de fevereiro de 2017 | Beşiktaş                  | 2 – 1     | Hapoel Be'er Sheva | Vodafone Arena, Istanbul               |
| 18:00                   | Aboubakar 17' Tosun · 87' | Relatório | Nwakaeme 64'       | Público: 27 892 Árbitro: SLO Matej Jug |

| Besiktas | Hapoel |

| 22 de fevereiro de 2017 | Schalke 04 | 1 – 1     | PAOK         | Veltins-Arena, Gelsenkirchen            |
| 18:00                   | Schöpf 23' | Relatório | Nastasić 25' | Público: 50 619 Árbitro: ITA Luca Banti |

| Schalke 04 | PAOK |

## Oitavas-de-final
O sorteio para a esta fase ocorreu dia 24 de fevereiro de 2017 em Nyon. 
As partidas de ida serão realizadas em dia 09 de março, e as partidas de volta serão realizadas em 16 de março de 2017.
| Equipe 1      | Total    | Equipe 2                 | 1.º jogo | 2.º jogo |
| ------------- | -------- | ------------------------ | -------- | -------- |
| Celta de Vigo | 4–1      | Krasnodar                | 2–1      | 2–0      |
| Schalke 04    | 3–3 (gf) | Borussia Mönchengladbach | 1–1      | 2–2      |
| Lyon          | 5–4      | Roma                     | 4–2      | 1–2      |
| Rostov        | 1–2      | Manchester United        | 1–1      | 0–1      |
| Olympiacos    | 2–5      | Beşiktaş                 | 1–1      | 1–4      |
| Gent          | 3–6      | Genk                     | 2–5      | 1–1      |
| København     | 2–3      | Ajax                     | 2–1      | 0–2      |
| APOEL         | 0–2      | Anderlecht               | 0–1      | 0–1      |

### Partidas de ida
| 9 de março de 2017 | Celta de Vigo          | 2 – 1     | Krasnodar    | Balaídos, Vigo                             |
| 21:05              | Wass 50' · Beauvue 90' | Relatório | Claesson 56' | Público: 18 414 Árbitro: SCO Craig Thomson |

| Celta de Vigo | Krasnodar |

| 9 de março de 2017 | Schalke 04      | 1 – 1     | Borussia Mönchengladbach | Veltins-Arena, Gelsenkirchen               |
| 21:05              | Burgstaller 25' | Relatório | Hofmann 15'              | Público: 52 412 Árbitro: NED Björn Kuipers |

| Schalke 04 | Borussia M. |

| 9 de março de 2017 | Lyon                                                    | 4 – 2     | Roma                  | Parc Olympique Lyonnais, Décines-Charpieu   |
| 21:05              | Diakhaby 8' · Tolisso 47' · Fekir 74' · Lacazette 90+2' | Relatório | Salah 20' · Fazio 33' | Público: 50 588 Árbitro: ENG Anthony Taylor |

| Lyon | Roma |

| 9 de março de 2017 | Rostov       | 1 – 1     | Manchester United | Olimp-2, Rostov-on-Don    |
| 19:00              | Bukharov 53' | Relatório | Mkhitaryan 35'    | Árbitro: GER Felix Zwayer |

| Rostov | Manchester U. |

| 9 de março de 2017 | Olympiacos    | 1 – 1     | Beşiktaş | Karaiskakis Stadium, Piraeus                |
| 21:05              | Cambiasso 36' | Relatório |          | Público: 25 515 Árbitro: NED Danny Makkelie |

| Olympiacos | Besiktas |

| 9 de março de 2017 | Gent                     | 2 – 5     | Genk                                                           | Ghelamco Arena, Ghent                          |
| 21:05              | Kalu 27' · Coulibaly 61' | Relatório | Malinovskyi 21' · Colley 33' · Samatta 41', 72' · Uronen 45+2' | Público: 17 112 Árbitro: ITA Paolo Tagliavento |

| Gent | Genk |

| 9 de março de 2017 | København               | 2 – 1     | Ajax        | Parken Stadium, Copenhagen                     |
| 19:00              | Falk 1' · Cornelius 60' | Relatório | Dolberg 32' | Público: 31 189 Árbitro: PRT Artur Soares Dias |

| Copenhague | Ajax |

| 9 de março de 2017 | APOEL | 0 – 1     | Anderlecht  | GSP Stadium, Nicósia                     |
| 19:00              |       | Relatório | Stanciu 29' | Público: 19 327 Árbitro: PRT Jorge Sousa |

| APOEL | Anderlecht |

### Partidas de volta
| 16 de março de 2017 | Krasnodar | 0 – 2     | Celta de Vigo         | Krasnodar Stadium, Krasnodar              |
| 19:00               |           | Relatório | Mallo 52' · Aspas 80' | Público: 33 318 Árbitro: FRA Ruddy Buquet |

| Krasnodar | Celta de Vigo |

| 16 de março de 2017 | Borussia Mönchengladbach       | 2 – 2     | Schalke 04                        | Borussia-Park, Mönchengladbach                |
| 21:05               | Christensen 26' · Dahoud 45+2' | Relatório | Goretzka 54' · Bentaleb 68' (pen) | Público: 46 283 Árbitro: ENG Mark Clattenburg |

| Borussia M. | Schalke 04 |

| 16 de março de 2017 | Roma                        | 2 – 1     | Lyon         | Stadio Olimpico, Roma                      |
| 21:05               | Strootman 17' · Tousart 60' | Relatório | Diakhaby 16' | Público: 46 453 Árbitro: HUN Viktor Kassai |

| Roma | Lyon |

| 16 de março de 2017 | Manchester United | 1 – 0     | Rostov | Old Trafford, Manchester                       |
| 21:05               | Mata 70'          | Relatório |        | Público: 64 361 Árbitro: LIT Gediminas Mažeika |

| Manchester U. | Rostov |

| 16 de março de 2017 | Beşiktaş                                   | 4 – 1     | Olympiacos      | Vodafone Arena, Istanbul                    |
| 21:05               | Aboubakar 10' · Babel 22', 75' · Tosun 84' | Relatório | Elyounoussi 31' | Público: 37 966 Árbitro: ENG Michael Oliver |

| Besiktas | Olympiacos |

| 16 de março de 2017 | Genk         | 1 – 1     | Gent              | Luminus Arena, Genk                                   |
| 19:00               | Castagne 20' | Relatório | L. Verstraete 84' | Público: 16 028 Árbitro: ESP Alberto Undiano Mallenco |

| Genk | Gent |

| 16 de março de 2017 | Ajax                             | 2 – 0     | København | Amsterdam Arena, Amsterdam                 |
| 21:05               | Traoré 23' · Dolberg 45+3' (pen) | Relatório |           | Público: 52 270 Árbitro: SVK Ivan Kružliak |

| Ajax | Copenhague |

| 16 de março de 2017 | Anderlecht     | 1–0       | APOEL | Constant Vanden Stock Stadium, Anderlecht     |
| 21:05               | Acheampong 65' | Relatório |       | Público: 15 662 Árbitro: BLR Aleksei Kulbakov |

| Anderlecht | APOEL |

## Quartas-de-final
O sorteio das quartas-de-final realizou-se a 17 de março de 2017. A primeira mão foi disputada a 13 de abril, e a segunda a 20 de abril de 2017.
| Equipe 1      | Total       | Equipe 2          | 1.º jogo | 2.º jogo  |
| ------------- | ----------- | ----------------- | -------- | --------- |
| Anderlecht    | 2–3         | Manchester United | 1–1      | 1–2 (pro) |
| Celta de Vigo | 4–3         | Genk              | 3–2      | 1–1       |
| Ajax          | 4–3         | Schalke 04        | 2–0      | 2–3 (pro) |
| Lyon          | 3–3 (7–6 p) | Beşiktaş          | 2–1      | 1–2       |

### Partidas de ida
| 13 de abril de 2017 | Anderlecht     | 1 – 1     | Manchester United | Constant Vanden Stock Stadium, Anderlecht |
| 21:05               | Dendoncker 86' | Relatório | Mkhitaryan 37'    | Público: 20 060 Árbitro: GER Felix Brych  |

| Anderlecht | Manchester U. |

| 13 de abril de 2017 | Celta de Vigo                        | 3 – 2     | Genk | Balaídos, Vigo                              |
| 21:05               | Sisto 15' · Aspas 18' · Guidetti 38' | Relatório |      | Público: 21 608 Árbitro: FRA Clément Turpin |

| Celta de Vigo | Genk |

| 13 de abril de 2017 | Ajax                    | 2 – 0     | Schalke 04 | Amsterdam Arena, Amsterdam                  |
| 21:05               | Klaassen 23' (pen), 52' | Relatório |            | Público: 52 384 Árbitro: RUS Sergei Karasev |

| Ajax | Schalke 04 |

| 13 de abril de 2017 | Lyon                    | 2 – 1     | Beşiktaş  | Parc Olympique Lyonnais, Décines-Charpieu        |
| 21:05               | Tolisso 83' · Morel 85' | Relatório | Babel 15' | Público: 55 452 Árbitro: ESP Antonio Mateu Lahoz |

| Lyon | Besiktas |

### Partidas de volta
| 20 de abril de 2017 | Manchester United              | 2 – 1 (pro) | Anderlecht | Old Trafford, Manchester                              |
| 21:05               | Mkhitaryan 10' · Rashford 107' | Relatório   | Hanni 32'  | Público: 71 496 Árbitro: ESP Alberto Undiano Mallenco |

| Manchester U. | Anderlecht |

| 20 de abril de 2017 | Genk         | 1 – 1     | Celta de Vigo | Luminus Arena, Genk                        |
| 21:05               | Trossard 67' | Relatório | Sisto 63'     | Público: 18 833 Árbitro: SCO Willie Collum |

| Genk | Celta de Vigo |

| 20 de abril de 2017 | Schalke 04                                      | 3 – 2 (pro) | Ajax                         | Veltins-Arena, Gelsenkirchen                |
| 21:05               | Goretzka 53' · Burgstaller 56' · Caligiuri 101' | Relatório   | Viergever 111' · Younes 120' | Público: 53 701 Árbitro: ROU Ovidiu Hațegan |

| Schalke 04 | Ajax |

| 20 de abril de 2017 | Beşiktaş         | 2 – 1     | Lyon          | Vodafone Arena, Istanbul                   |
| 21:05               | Talisca 27', 58' | Relatório | Lacazette 34' | Público: 39 623 Árbitro: SER Milorad Mažić |

|                                                            |       | Penalidades                                                   |  |
| Babel Tosun Hutchinson Arslan Talisca Uysal Tošić Mitrović | 6 – 7 | Fekir Tolisso Ghezzal Rybus Valbuena Diakhaby Jallet Gonalons |  |

| Besiktas | Lyon |

## Semifinais
O sorteio para as semifinais e final (para determinar a equipe de "casa" para fins administrativos) realizou-se a 21 de abril de 2017. A primeira mão será disputada no dia 04 de maio, e a segunda a 11 de maio de 2017.
| Equipe 1      | Total | Equipe 2          | 1.º jogo | 2.º jogo |
| ------------- | ----- | ----------------- | -------- | -------- |
| Ajax          | 5 – 4 | Lyon              | 4 – 1    | 1 – 3    |
| Celta de Vigo | 1 – 2 | Manchester United | 0 – 1    | 1 – 1    |

### Partidas de ida
| 3 de maio de 2017 | Ajax                                       | 4 – 1     | Lyon         | Amsterdam Arena, Amsterdam   |
| 18:45             | Traoré 25', 71' · Dolberg 34' · Younes 49' | Relatório | Valbuena 66' | Árbitro: ITA Gianluca Rocchi |

| Ajax | Lyon |

| 4 de maio de 2017 | Celta de Vigo | 0 – 1     | Manchester United | Balaídos, Vigo              |
| 20:45             |               | Relatório | Rashford 67'      | Árbitro: RUS Sergei Karasev |

| Celta de Vigo | Manchester U. |

### Partidas de volta
| 11 de maio de 2017 | Lyon                           | 3 – 1     | Ajax       | Parc Olympique Lyonnais, Décines-Charpieu |
| 20:45              | Lacazette 45, 45+1, Ghezzal 81 | Relatório | Dolberg 27 |                                           |

| Lyon | Ajax |

| 11 de maio de 2017 | Manchester United | 1 – 1     | Celta de Vigo | Old Trafford, Manchester |
| 20:45              |                   | Relatório |               |                          |

| Manchester U. | Celta de Vigo |

## Final
A final será disputada em 24 de Maio de 2017, na Friends Arena, em Solna, Estocolmo, Suécia.
| 24 de maio de 2017 | Ajax | 0 – 2 | Manchester United | Friends Arena, Estocolmo |
|                    |      |       |                   | Árbitro: ND              |

| Ajax | Manchester U. |